# Mistrzostwa Europy w Saneczkarstwie 2025
56. Mistrzostwa Europy w Saneczkarstwie 2025 zostały rozegrane w dniach 18–19 stycznia 2025 r. w niemieckim Winterbergu.

## Klasyfikacja medalowa
| Miejsce | Państwo | złoto | srebro | brąz | Razem |
| ------- | ------- | ----- | ------ | ---- | ----- |
| 1.      | Austria | 3     | 2      | 3    | 8     |
| 2.      | Niemcy  | 2     | 3      | 0    | 5     |
| 3.      | Włochy  | 0     | 0      | 2    | 2     |

## Medaliści
| Konkurencja       | Złoto                                                                                         | Czas     | Srebro | Czas     | Brąz | Czas     |
| Jedynki kobiet    | Julia Taubitz                                                                                 | 1:49.582 | Madeleine Egle                                                                                              | 1:49.780 | Lisa Schulte                                                                                                 | 1:49.935 |
| Jedynki mężczyzn  | Jonas Müller                                                                                  | 1:41.742 | Max Langenhan                                                                                               | 1:41.797 | Nico Gleirscher                                                                                              | 1:41.843 |
| Dwójki kobiet     | Austria Selina Egle · Lara Kipp                                                               | 1:26.467 | Niemcy Jessica Degenhardt · Cheyenne Rosenthal                                                              | 1:26.481 | Włochy Andrea Vötter · Marion Oberhofer                                                                      | 1:26.688 |
| Dwójki mężczyzn   | Niemcy Tobias Wendl · Tobias Arlt                                                             | 1:25.152 | Austria Juri Gatt · Riccardo Schöpf                                                                         | 1:25.286 | Austria Yannick Müller · Armin Frauscher                                                                     | 1:25.354 |
| Sztafeta mieszana | Austria Madeleine Egle · Juri Gatt · Riccardo Schöpf · Jonas Müller · Selina Egle · Lara Kipp | 3:11.428 | Niemcy Julia Taubitz · Tobias Wendl · Tobias Arlt · Max Langenhan · Jessica Degenhardt · Cheyenne Rosenthal | 3:11.519 | Włochy Verena Hofer · Ivan Nagler · Fabian Malleier · Dominik Fischnaller · Andrea Vötter · Marion Oberhofer | 3:12.008 |